# コスタリカ方式
コスタリカ方式（コスタリカほうしき）は、小選挙区比例代表並立制における選挙戦術の一つ。同じ政党または友党に競合する候補者が存在する選挙区において、1人を小選挙区に、もう1人を比例区に単独で立候補させ、選挙ごとにこれら2人を交代させる方式である。
日本独自の呼称である（#概説で述べる）。

## 概説
小選挙区比例代表並立制が行われる選挙において同じ政党から競合する候補者が存在する選挙区が存在する場合、1人を小選挙区に、もう1人を比例区の名簿上位に配分して比例区単独で立候補させる。
候補者同士は選挙があるごとに小選挙区と比例区における協定を結ぶ。「小選挙区選挙で立候補できる権利」と「比例代表選挙（上位順位）で立候補できる権利」は、選挙が行われる度毎に入れ替わるのが通例である。それによって、2人の候補者は当該選挙区において後援会などの選挙基盤を維持する。
コスタリカ方式を利用した場合でも、小選挙区で立候補した立候補者が比例と重複立候補することも可能である。この場合は比例区のみで立候補した立候補者よりも名簿順位は下位順位（大抵は多くの重複候補との同一順位）でなければならない。
本方式は、コスタリカ友好議員連盟の会長であり、小選挙区比例代表並立制導入当時の自民党幹事長であった森喜朗が、後述するコスタリカの選挙方式を参考に提案・命名した。ただし、実際のコスタリカにおける選挙方式は、選挙区内有権者と議員との癒着を防ぐ目的で国会議員の同一選挙区における連続再選を禁じたものであり、日本における「コスタリカ方式」とは異なるシステムである。コスタリカの選挙制度は、ブロック比例代表式のみである。

## 沿革

### 小選挙区制導入と各政党による選挙区調整
1994年（平成6年）、公職選挙法の改正により、これまでの中選挙区制から次回衆議院議員総選挙より小選挙区比例代表並立制が導入されることとなった。中選挙区制から移行する際に自由民主党を中心に、前回第40回衆議院議員総選挙で当選した、地盤が重複する複数の候補者の選挙区調整が必要となった。このため、自民党では前述のように一方の候補者を小選挙区、別の候補者をブロック毎の比例区でそれぞれ擁立し、比例区側の候補者の拘束名簿式比例名簿の順位を上位に搭載することにより双方を当選させる。次回の選挙では立候補する選挙区を入れ替えて、相互に擁立する方式が複数の選挙区で導入されることとなった。
自民党が行った選挙区調整のうち、変則的なコスタリカ方式として、衆議院愛媛県第1区と参議院愛媛県選挙区において、中選挙区時代の旧愛媛県第1区を地盤としていた塩崎恭久と関谷勝嗣との間で採用されたことがある。小選挙区導入初回となった第41回総選挙（1996年10月）では関谷が衆議院・愛媛1区で立候補することとなり、これに先んじて塩崎が衆議院議員任期途中であった1995年7月の第17回参議院議員通常選挙に愛媛県選挙区から立候補（衆議院議員は立候補に伴い、公職選挙法の規定で退職）して当選し、参議院議員に転出。一方の関谷は第41回総選挙で当選した。その後、第42回総選挙（2000年6月）では塩崎が衆議院・愛媛1区から立候補することになり、衆議院解散直前の2000年5月27日に参議院議員を辞職し、第42回総選挙では関谷を引き継ぐ形で愛媛1区で立候補した。一方の関谷は衆議院解散を経て、塩崎の辞職に伴い同日に行われた参議院・愛媛県選挙区の補欠選挙（任期は塩崎の残余期間である2001年7月まで）に立候補。それぞれ議席を入れ替える形で当選している。関谷は2001年7月の第19回参議院議員通常選挙で再選し、以降は塩崎が衆議院・愛媛1区、関谷が参議院・愛媛県選挙区でそのまま入れ替わりは生じず定着したため、変則コスタリカは事実上解消している。
野党でも前回の第40回総選挙では新生党・公明党・日本新党・民社党などで当選し、その後に連立与党が合流して結成された新進党、同じく前回の第40回総選挙で日本社会党や新党さきがけなどで当選し、その後にリベラル勢力を中心となり新たに結成された（旧）民主党においても、地盤が重複する候補者や新たに擁立される新人候補者の調整が一部で必要になっており、第41回総選挙では地盤が重複した候補者について、新進党が3人・民主党が7人を比例上位で立候補させる方式を採用している。
その後、新進党が解党したことで、元新進党所属議員が自民党や前述の（旧）民主党を元に新たに結成された（新）民主党に合流したことで、それぞれの政党で新たに選挙区調整が必要となるケースが増加し、自民党においては第42回衆議院議員総選挙以降に、公明党や保守（新）党との連立政権の成立で、新たに選挙協力の協定が結ばれて候補者調整により、連立政党の候補の小選挙区立候補を優先させ、自民党候補を比例上位で擁立させる経緯で、新たにコスタリカ方式の協定が候補者間で締結される事も多かった。
一方の民主党も旧新進党組の合流により、地盤が重複する候補者が出たことで、6人の候補者を前回の総選挙同様の方式で遇したこともあったが、自民党以外の政党において、次回選挙で選挙区と比例区の候補者が交代した例はないために、コスタリカ方式は事実上機能していない。立憲民主党では、後述の福島県第2区の例を除き、旧民主党時代を含めコスタリカ方式の採用実績はなかった。
こうして自民党の選挙区調整において導入されたコスタリカ方式は、自民党が第42回総選挙以降に段階的に導入した比例区の「73歳定年制」の内規が一部の例外を除いて徐々に適用された事や、一方の議員が死去や高齢となり政界から引退するケース、落選するケース、また他党へ移籍するケースなどもあり、解消される選挙区も出始めた。また、デメリットとして比例区の上位順位枠が選挙区調整の一つとして使われることで、小選挙区重複立候補者の比例復活の可能性を狭める弊害があり、他の候補者の反発が少なからず見られるほか、候補者側も地盤が不安定になるといった点も指摘される。これらの事から自民党では、第45回衆議院議員総選挙から「コスタリカ方式」を全廃する方針を固めていたが、この時に解消できたのは8選挙区のうち3選挙区に留まった。
一方、自民党以外の政党での新たな導入事例として、第47回衆議院議員総選挙において、民主党と維新の党が一部選挙区で選挙協力を行い、30あった両党の競合区を21にまで減らした。このうち、有力な現職同士が競合する山梨県第1区（中島克仁・小沢鋭仁）と愛知県第12区（中根康浩・重徳和彦）では片方の候補者を比例上位（維新の党所属の小沢鋭仁・民主党所属の中根康浩）に回る措置が取られた。
また、第48回衆議院議員総選挙では、民進党から希望の党へ移る形となった松浦大悟と寺田学が共に秋田県第1区を地盤とすることから、希望の党では松浦を小選挙区公認候補とし、寺田を比例東北ブロック単独公認候補とするコスタリカ方式を採用する覚書を交わす予定だった。しかし松浦は比例復活もならず落選、選挙後には希望の党が解党したため自然消滅した。

### 小選挙区定数削減に伴う措置
自民党では第46回衆議院議員総選挙でコスタリカ方式は「有権者の理解を得られない」という理由から一度は全廃となったものの、第47回衆議院議員総選挙では、一票の格差是正に伴う小選挙区の削減により現職議員同士が競合した山梨県第1区（中谷真一・宮川典子）・福井県第2区（高木毅・山本拓）・高知県第1区（中谷元・福井照）で新たに選挙区調整をせざるを得なくなり、加えて一時はコスタリカ方式を解消した徳島県第1区（後藤田正純・福山守）でも、再度調整が行われることとなった。このうち山梨1区ではコスタリカ方式を採用したが、他の選挙区ではコスタリカ方式ではなく比例代表に回った山本拓・福井照・福山守に対して上位処遇を2回行う措置が取られた。なお、このような場合においては自民党の内規である「比例73歳定年制」は例外的に適用しない方針としている。
第48回衆議院議員総選挙以降も定数削減の動きが続いたため、複数の選挙区において同様の理由で自民党内での候補者調整が行われているが、新たなコスタリカ方式の採用は青森県第1区（江渡聡徳・津島淳）のみである。2019年に山梨1区のコスタリカ方式が解消され、青森1区が唯一の例となった。第49回衆議院議員総選挙では2度の優遇措置を終えた山本拓・福山守・福井照は比例順位が下位となり落選した。なお、今村雅弘（旧佐賀県第3区）は第47回で比例九州ブロックの比例順位が下位（31位単独も当選）であったことから前回に引き続き上位で優遇され、北海道第10区での公明党との選挙区調整（稲津久）で比例に回っている渡辺孝一はこの措置の対象とならず4回連続での比例北海道ブロック上位優遇となった。また、新たにこの回から買収事件により議員辞職した河井克行の地盤であった広島県第3区でも、公明党との選挙区調整（比例区から斉藤鉄夫を擁立）が加わり、自民党広島県連の公募で河井の実質的な後継となった新人候補の石橋林太郎が比例中国ブロック1位で優遇となった。
2022年の小選挙区の10増10減により多くの小選挙区で区割りが変更となった影響で、第50回衆議院議員総選挙で自民党では多くの候補者調整が行われ、比例単独に転出する前職候補者では新たに比例北陸信越ブロックで国定勇人、比例近畿ブロックで小寺裕雄、石田真敏の2人、比例中国ブロックで新谷正義、平沼正二郎、吉田真次と前回に引き続き石橋林太郎の4人、比例四国ブロックで村上誠一郎がそれぞれ比例上位優遇とされ、さらに旧岡山県第3区を地盤としていた阿部俊子は比例九州ブロック1位に優遇されて転出、さらに新人候補の森下千里も前職の伊藤信太郎との選挙区調整で比例東北ブロック第2位で上位優遇された（この回の新人候補で唯一の上位優遇）。一方で公明党との選挙区調整で4回連続上位優遇であった渡辺孝一（12位）と、前回比例四国ブロックで尾﨑正直との選挙区調整により比例単独で上位優遇された山本有二（10位）が対象から外れ、今村雅弘は佐賀県連の比例上位優遇申請が通らず、立候補を断念した。特に渡辺の下位処遇は一部の自民支持者の離反を招く形となり、渡辺に加えて選挙区（北海道10区）で立候補した公明党の稲津も立憲民主党の神谷裕に僅差で敗れて落選し、事実上共倒れの結果となった。また、福井2区でも政治資金報告書を巡る問題で、自民党から非公認となった高木毅と、前回比例下位で落選した山本拓がそれぞれ無所属で立候補する保守分裂の事態となり、結果は立憲民主党の辻英之が小選挙区で、日本維新の会の斉木武志が比例復活で議席を獲得した一方で、高木・山本両者が共倒れで落選した。さらに定数削減で2選挙区となり、区割り変更前の和歌山2区選出であった石田真敏を比例転出させて一度は決着した和歌山県でも、新たな区割りで行われる2区で自民党公認として立候補する二階俊博の後継の二階伸康に対し、高木と同様に政治資金報告書を巡る問題で自民党を離党した世耕弘成が参議院議員から鞍替えして無所属で衆院選に立候補し、保守分裂となる新たな問題が発生してしまい、結果は無所属の世耕が当選し自民党公認であった二階が比例復活にも届かず落選する事態となり、各地でその後の状況の変化により禍根を残す結果にもなっている。
一方で野党の立憲民主党でも、区割り変更が発生した福島県第2区において、元外務大臣で旧福島県第3区から連続8回当選した玄葉光一郎と前回福島県第2区から立候補し比例復活した馬場雄基が同党初のコスタリカ方式の採用を申請したが、当時の党幹事長であった岡田克也は次期総選挙での対応を決めたもののコスタリカ方式の採用には言及しておらず、実際に採用されたか否かは明らかになっていない。第50回衆議院議員総選挙では玄葉が福島2区から、馬場は比例東北ブロックから上位優遇（1位）で立候補することになり、玄葉は共に1993年初当選同期であり、前回まで福島2区で当選を重ねてきた自民党の元厚生労働大臣の根本匠に対抗することになり、異例の閣僚経験者同士の対決となる予定であったが、根本匠が次期総選挙に立候補せず（後継は根本の長男である根本拓）、政界からの引退を表明したことで対決は実現しなかった。
このように小選挙区定数削減に伴う調整（特に自民党の例）では、今村雅弘のように当初の比例上位優遇の条件が反故にされて下位にされたり、連続で比例単独候補として納まる例もあるため、当初のコスタリカ方式とは結果的に趣旨が異なる例が多い。

### 参議院合同選挙区導入に伴う措置
2015年の公職選挙法改正により、第24回参議院議員通常選挙（2016年7月）以降は、一票の格差を是正するために鳥取県と島根県、徳島県と高知県で合区となって参議院合同選挙区が誕生したことにより、自民党は地方別選挙区から選出できなくなった県に選挙地盤を持つ候補を比例区に転出させることとなり、参議院でも候補者調整が行われることになった。
- 徳島県・高知県選挙区では、自民党は徳島県側で中西祐介（現職）、高知県側で中西哲（新人・元高知県議会議員）がこの回で擁立が内定していたが、現職候補である中西祐介を選挙区で公認し、中西哲は比例区で擁立されることとなった。結果は両者とも当選を果たしている（中西哲は自民党比例名簿内で個人得票第4位）。
- 鳥取県・島根県選挙区では、自民党は鳥取県側で竹内功（新人・元鳥取市長）、島根県側で青木一彦（現職）が擁立され、現職候補である青木を選挙区で公認し、竹内は比例区で擁立した。しかし結果は、青木が当選した一方で、竹内は比例区で個人得票20位と伸び悩み、次点で落選した。竹内はその後2021年10月に髙階恵美子の退職（第49回衆議院議員総選挙立候補に伴う自動失職）に伴い、繰上当選となっている。

結果的に合区導入県のうち、鳥取県側の立候補者が竹内を含めて与野党全員が落選したことで、特に自民党鳥取県連から不満が出るなど「都道府県単位の選挙制度の意義」が無視されるといった問題点が生じたことで、2018年に参議院に選出されない可能性がある県の代表者を参議院に確実に輩出することを意図した自民党の意向が国会で反映される形で公職選挙法が更に改正され、2019年7月の第25回参議院議員通常選挙（2019年7月）から参議院比例区で政党等の判断で拘束名簿式の「特定枠」として上位に設定することが可能となっている（なお、特定枠に掲載された候補者は候補者名を冠した選挙運動を行うことができず、政党票としてカウントされる）。
- 鳥取県・島根県合同選挙区では、自民党は鳥取県側で舞立昇治、島根県側で島田三郎と両者が現職であったが、舞立を選挙区で公認し、島田を比例特定枠で擁立する予定であったが、島田が体調不良で次期選挙に立候補しない事となり（任期満了直前の2019年5月に死去）、衆議院比例中国ブロック選出の現職議員であった三浦靖を後継として比例特定枠第2位で擁立した。結果は前回と異なり、両者が当選した。
- 徳島県・高知県合同選挙区では、自民党は徳島県側で三木亨、高知県側で高野光二郎と両者が現職であったが、高野を選挙区で公認し、三木を比例特定枠第1位で擁立した。結果は両者当選しているが、高野は自身の不祥事により2023年6月に、また三木も徳島県知事立候補のため、2023年1月にそれぞれ議員辞職した。特に特定枠で当選した三木の辞職は、繰上当選が両県に関係のない田中昌史（北海道連所属）であったため、特定枠の意義そのものが問われかねない事態から一部で問題となった。

この選挙では前回とは逆に鳥取・高知の候補が選挙区、島根・徳島の候補が比例からの立候補となったが、次回の第26回参議院議員通常選挙（2022年7月）では前回改選時の組み合わせが踏襲された。
- 鳥取県・島根県合同選挙区では、自民党は現職の青木一彦（島根県側）が引き続き立候補し、鳥取県側の藤井一博（新人・元鳥取県議会議員）を比例特定枠第1位で擁立。結果は両者が当選した。
- 徳島県・高知県合同選挙区では、自民党は現職の中西祐介（徳島県側）が引き続き立候補し、高知県側の梶原大介（新人・元高知県議会議員）を比例特定枠第2位で擁立。結果は両者が当選した。

このように、改選を迎えるごとに選挙区と比例を入れ替える措置は取られていないことから、この措置についてもコスタリカ方式とは似て非なるものとなっていた。
しかし特定枠選出議員が2度目の改選を迎える第27回参議院議員通常選挙（2025年7月）を前にした2024年12月、自民党本部は鳥取・島根両県連に対し、コスタリカ方式を採用する場合などを除き、比例特定枠からの立候補を原則として1回とすることを通達。現状維持を求める島根県連と入れ替えを求める鳥取県連の間で意見が対立したものの、最終的には島根県連が党本部の意向を受け入れ、前回改選時から選挙区・比例区の入れ替えが行われる（コスタリカ方式採用の有無は不明）。一方で前述の理由により現職議員が不在となっていた徳島・高知ではこの制限に抵触しないことから前回改選時の組み合わせを踏襲。合同2選挙区において対応が分かれる形となった。
- 鳥取県・島根県合同選挙区では、自民党は前回比例特定枠で当選した現職の三浦靖（島根県側）は立候補を断念、代わって出川桃子（新人・元島根県議会議員）が立候補し、前回立候補した鳥取県側の舞立昇治を比例特定枠で擁立。
- 徳島県・高知県合同選挙区では、自民党は前回の組み合わせと同様高知県側の大石宗（新人・元高知県議会議員）が立候補し、徳島県側の福山守（新人・元衆議院議員）を比例特定枠で擁立。

## 利点と欠点
コスタリカ方式の導入による、候補にとっての利点としては以下のものがある。
- 一度当選したら次の選挙は大政党の比例上位に登録されるため次回選挙の当選がほぼ保証される。
- 選挙区の選挙において双方の後援会を動員でき、得票の増加が見込まれる。

一方、公認権限は党執行部が握っているため反党行為や離党をした場合はその政党から公認されず、選挙区でコスタリカ方式を結んでいた政党候補との激戦が予想され当選が難しくなる恐れがある。さらに小選挙区立候補の際に比例復活できずに完全落選した場合、党執行部によって比例に回っていた候補を小選挙区での党公認候補として完全に定着させる方針が採られると、同選挙区で立候補をして当選して衆議院議員として復帰することが極めて困難になる。また自民党では衆院選比例名簿の73歳定年制が設けられ、73歳を超えた議員は比例名簿に登載されない問題も出ている。
コスタリカ方式適応候補は1回選挙区で当選すれば次回選挙の当選がほぼ保証されているが、通常の候補は毎回選挙の選挙区で勝負しなければならず、またコスタリカ方式のために比例上位候補が1人掲載されているために小選挙区落選での惜敗率による復活当選において当選議席が1つ減ってしまうという不公平もある。

## 用語
新規コスタリカ
まだコスタリカ方式を導入していない選挙区においてコスタリカ方式を導入すること。
変則コスタリカ
通常のコスタリカ方式では選挙区と比例区を選挙毎に交互に立候補するが、交互に立候補せずにそれぞれが小選挙区と比例区とで固定化する方式である。また選挙毎ではなく5年などの交代期間を設ける場合もある。愛媛県第1区の様に、比例区ではなく参議院選挙区との間で変則コスタリカを行った例もある。

## コスタリカ方式の例
政党：
- 自民党
- 民主党→民進党→立憲民主党
- 希望の党
- みんなの党
- 日本維新の会→維新の党→日本維新の会
- 公明党
- 新党大地
- 新党さきがけ
- 新進党
- 自由党
- 保守党→保守新党
- 改革クラブ(1998-2002)
- 国民新党
- 新党日本
- 改革クラブ(2008-2010)
- 未来の党
- 次世代の党
- 無所属

凡例：
- 単 - 単独での公認候補（連立与党での単独候補も含む）

最上行にある数字は西暦を表す。下記の表には、同一選挙で一方が小選挙区で出馬し他方が比例名簿上位優遇で立候補したことのある人物を主に掲載している。単純なコスタリカ方式（交互に小選挙区で立候補する方式）ではない事例も含まれている。

| 選挙区                   | 候補者     | 1996              | 2000                  | 2003                  | 2005                  | 2009                  | 2012                           | 2014                           | 2017                           | 2021              | 2024             |
| ------------------------ | ---------- | ----------------- | --------------------- | --------------------- | --------------------- | --------------------- | ------------------------------ | ------------------------------ | ------------------------------ | ----------------- | ---------------- |
| 北海道第6区              | 今津寛     | 単落              | 単落                  | 小当                  | 比当                  | 単落                  | 単当                           | 単復                           | 単落                           | 退                | －               |
| 北海道第6区              | 金田英行   | (旧7区選出)       | (旧7区選出)           | 比当                  | 小落                  | 退                    | －                             | －                             | －                             | －                | －               |
| 北海道第8区              | 鉢呂吉雄   | 小当              | 小当                  | (4区転出)             | (4区転出)             | (4区転出)             | (4区転出)                      | (4区転出)                      | 転                             | －                | －               |
| 北海道第8区              | 金田誠一   | 比当              | 比当                  | 単当                  | 単当                  | 退                    |                                | －                             | －                             | －                | －               |
| 北海道第9区              | 鳩山由紀夫 | 小当              | 単当                  | 単当                  | 単当                  | 単当                  | 退                             | －                             | －                             | －                | －               |
| 北海道第9区              | 池端清一   | 比当              | 退                    | －                    | －                    | －                    | －                             | －                             | －                             | －                | －               |
| 北海道第10区             | 小平忠正   | 小当              | 小当                  | 単当                  | 単当                  | 単当                  | 単落                           | 退                             | －                             | －                | －               |
| 北海道第10区             | 中沢健次   | 比当              | 比当                  | 退                    | －                    | －                    | －                             | －                             | －                             | －                | －               |
| 北海道第10区             | 渡辺孝一   | －                | －                    | －                    | －                    | －                    | 比当                           | 比当                           | 比当                           | 比当              | 比落             |
| 北海道第10区             | 稲津久     | －                | －                    | －                    | －                    | 比当                  | 小当                           | 小当                           | 小当                           | 小当              | 小落             |
| 旧北海道第13区 （現7区） | 鈴木宗男   | 単復              | 比当                  | 転                    | 比当                  | 比当                  | 失職                           | －                             | 比落                           | 転                | －               |
| 旧北海道第13区 （現7区） | 北村直人   | 単当              | 小当                  | 単当                  | 単落                  | 退                    | －                             | －                             | －                             | －                | －               |
| 旧北海道第13区 （現7区） | 伊東良孝   | －                | －                    | －                    | －                    | 単当                  | 単当                           | 単当                           | 小当                           | 小当              | 比当             |
| 旧北海道第13区 （現7区） | 鈴木貴子   | －                | －                    | －                    | －                    | －                    | 単落                           | 単復                           | 比当                           | 比当              | 小当             |
| 青森県第1区              | 津島淳     | －                | －                    | －                    | －                    | 単落                  | 単当                           | 単当                           | 小当                           | 比当              | 小当             |
| 青森県第1区              | 江渡聡徳   | (2区立候補)       | (2区立候補)           | (2区立候補)           | (2区立候補)           | (2区立候補)           | (2区立候補)                    | (2区立候補)                    | 比当                           | 小当              | 比当             |
| 青森県第4区              | 津島恭一   | 単落              | 比落                  | 比当                  | 単落・転              | 単復                  | 単落                           | 退                             | －                             | －                | －               |
| 青森県第4区              | 木村太郎   | 単当              | 小当                  | 小当                  | 単当                  | 単当                  | 単当                           | 単当                           | 死去                           | －                | －               |
| 秋田県第1区              | 寺田学     | －                | －                    | 単当                  | 単当                  | 単当                  | 単落                           | 単復                           | 比当                           | 単復              | 単復             |
| 秋田県第1区              | 松浦大悟   | －                | －                    | －                    | －                    | (参議院)              | (参議院)                       | －                             | 小落                           | 転                | 単落             |
| 秋田県第3区              | 御法川英文 | 比当              | 比当                  | 死去                  | －                    | －                    | －                             | －                             | －                             | －                | －               |
| 秋田県第3区              | 村岡兼造   | 小当              | 小当                  | 単落                  | 退                    | －                    | －                             | －                             | －                             | －                | －               |
| 宮城県第2区              | 中野正志   | 単当              | 単落                  | 単復                  | 比当                  | 小落                  | 単落                           | 転                             | －                             | －                | －               |
| 宮城県第2区              | 秋葉賢也   | －                | －                    | 補当                  | 小当                  | 比当                  | 単当                           | 単当                           | 単当                           | 単復              | 単落             |
| 宮城県第4区              | 伊藤信太郎 | －                | 補当                  | 単当                  | 単当                  | 単落                  | 単当                           | 単当                           | 単当                           | 単当              | 小落             |
| 宮城県第4区              | 森下千里   | －                | －                    | －                    | －                    | －                    | －                             | －                             | －                             | (5区立候補)       | 比当             |
| 宮城県第5区              | 安住淳     | 小当              | 小当                  | 単当                  | 単当                  | 単当                  | 単当                           | 単当                           | 単当                           | 単当              | (4区転出)        |
| 宮城県第5区              | 日野市朗   | 比当              | 比当                  | 死去                  | －                    | －                    | －                             | －                             | －                             | －                | －               |
| 福島県第1区              | 佐藤剛男   | 単当              | 単当                  | 単当                  | 比当                  | 退                    | －                             | －                             | －                             | －                | －               |
| 福島県第1区              | 亀岡偉民   | －                | 小落                  | 小落                  | 小当                  | 単落                  | 単当                           | 単当                           | 単復                           | 単復              | 単落             |
| 福島県第1区              | 木幡弘道   | 比当              | 単落                  | 退                    | －                    | －                    | －                             | －                             | －                             | －                | －               |
| 福島県第1区              | 石原健太郎 | 小落              | 単落                  | 退                    | －                    | －                    | －                             | －                             | －                             | －                | －               |
| 福島県第2区              | 玄葉光一郎 | (福島3区立候補)   | (福島3区立候補)       | (福島3区立候補)       | (福島3区立候補)       | (福島3区立候補)       | (福島3区立候補)                | (福島3区立候補)                | (福島3区立候補)                | (福島3区立候補)   | 小当             |
| 福島県第2区              | 馬場雄基   | －                | －                    | －                    | －                    | －                    | －                             | －                             | －                             | 単復              | 比当             |
| 福島県第3区              | 穂積良行   | 比当              | 小落                  | 退                    | －                    | －                    | －                             | －                             | －                             | －                | －               |
| 福島県第3区              | 荒井広幸   | 小当              | 比当                  | 単落                  | 転                    | －                    | －                             | －                             | －                             | －                | －               |
| 福島県第5区              | 坂本剛二   | 単当              | 比当                  | 小当                  | 比当                  | 単落                  | 単当                           | 比落・転                       | 退                             | －                | －               |
| 福島県第5区              | 吉野正芳   | －                | 小当                  | 比当                  | 小当                  | 単復・転              | 比当・転                       | 単当                           | 単当                           | 単当              | 退               |
| 茨城県第3区              | 葉梨信行   | 比当              | 小当                  | 退                    | －                    | －                    | －                             | －                             | －                             | －                | －               |
| 茨城県第3区              | 中山利生   | 小当              | 比当                  | 退                    | －                    | －                    | －                             | －                             | －                             | －                | －               |
| 栃木県第2区              | 西川公也   | 単当              | 単当                  | 比当                  | 比当                  | 単落                  | 単当                           | 単復                           | 単落                           | 退                | －               |
| 栃木県第2区              | 森山眞弓   | 比当              | 比当                  | 小当                  | 小当                  | 退                    | －                             | －                             | －                             | －                | －               |
| 栃木県第4区              | 山岡賢次   | 小落              | 単復                  | 単復                  | 単復                  | 単当                  | 単落                           | 転                             | －                             | －                | －               |
| 栃木県第4区              | 神田厚     | 比当              | 退                    | －                    | －                    | －                    | －                             | －                             | －                             | －                | －               |
| 群馬県第1区              | 尾身幸次   | 小当              | 比当                  | 小当                  | 比当                  | 小落                  | 退                             | －                             | －                             | －                | －               |
| 群馬県第1区              | 佐田玄一郎 | 比当              | 小当                  | 比当                  | 小当                  | 比当                  | 単当                           | 小当                           | 退                             | －                | －               |
| 群馬県第1区              | 尾身朝子   | －                | －                    | －                    | －                    | －                    | －                             | 比当                           | 小当                           | 比当              | 退               |
| 群馬県第1区              | 中曽根康隆 | －                | －                    | －                    | －                    | －                    | －                             | －                             | 比当                           | 小当              | 単当             |
| 群馬県第3区              | 谷津義男   | 小当              | 単当                  | 単当                  | 単当                  | 単落                  | 退                             | －                             | －                             | －                | －               |
| 群馬県第3区              | 中島洋次郎 | 比当・辞          | 退                    | －                    | －                    | －                    | －                             | －                             | －                             | －                | －               |
| 埼玉県第1区              | 金子善次郎 | 単落・転          | 比当                  | 単落                  | 単復                  | 単落                  | 転                             | －                             | －                             | －                | －               |
| 埼玉県第1区              | 武正公一   | －                | 小当                  | 単当                  | 単当                  | 単当                  | 単復                           | 単復                           | 単落                           | 単落              | 単復             |
| 埼玉県第12区             | 小島敏男   | 単落              | 小当                  | 比当                  | 単当                  | 単落                  | 退                             | －                             | －                             | －                | －               |
| 埼玉県第12区             | 増田敏男   | 単当              | 比当                  | 小当                  | 退                    | －                    | －                             | －                             | －                             | －                | －               |
| 千葉県第1区              | 北村哲男   | 比当              | 単落                  | 退                    | －                    | －                    | －                             | －                             | －                             | －                | －               |
| 千葉県第1区              | 木田直子   | 単落              | 退                    | －                    | －                    | －                    | －                             | －                             | －                             | －                | －               |
| 千葉県第6区              | 井奥貞雄   | 比当              | 小落                  | 退                    | －                    | －                    | －                             | －                             | －                             | －                | －               |
| 千葉県第6区              | 渡辺博道   | 小当              | 比当                  | 単復                  | 単当                  | 単落                  | 単当                           | 単当                           | 単当                           | 単当              | 単落             |
| 千葉県第8区              | 長浜博行   | 小落              | 小当                  | 単復・転              | 転                    | －                    | －                             | －                             | －                             | －                | －               |
| 千葉県第8区              | 松崎公昭   | 比当              | 比当                  | 単当                  | 単落                  | 単当                  | 単落                           | 退                             | －                             | －                | －               |
| 千葉県第9区              | 水野賢一   | 単落              | 小当                  | 単当                  | 単当                  | 単落                  | 転                             | －                             | －                             | －                | －               |
| 千葉県第9区              | 実川幸夫   | 単当              | 比当                  | (新設の13区転出)      | (新設の13区転出)      | (新設の13区転出)      | 退                             | －                             | －                             | －                | －               |
| 千葉県第11区             | 森英介     | 単当              | 単当                  | 単当                  | 単当                  | 単当                  | 単当                           | 単当                           | 単当                           | 単当              | 単当             |
| 千葉県第11区             | 石橋一弥   | 比当              | 死去                  | －                    | －                    | －                    | －                             | －                             | －                             | －                | －               |
| 千葉県第12区             | 中村正三郎 | 比当              | 小当                  | 比当                  | 退                    | －                    | －                             | －                             | －                             | －                | －               |
| 千葉県第12区             | 浜田靖一   | 小当              | 比当                  | 小当                  | 単当                  | 単当                  | 単当                           | 単当                           | 単当                           | 単当              | 単当             |
| 神奈川県第12区           | 桜井郁三   | 単当              | 単落                  | 小復                  | 小当                  | 小落                  | 死去                           | －                             | －                             | －                | －               |
| 神奈川県第12区           | 江崎洋一郎 | 単落              | 単当                  | 比当                  | 比当                  | 比落                  | 退                             | －                             | －                             | －                | －               |
| 神奈川県第12区           | 葉山峻     | 比当              | 比当                  | 退                    | －                    | －                    | －                             | －                             | －                             | －                | －               |
| 神奈川県第12区           | 原田尚武   | 小落              | 単落                  | 退                    | －                    | －                    | －                             | －                             | －                             | －                | －               |
| 山梨県第1区              | 小沢鋭仁   | 比当              | 単当                  | 単当                  | 単当                  | 単当                  | 単復                           | 比当・転                       | 単落・転                       | 退                | －               |
| 山梨県第1区              | 輿石東     | 小落              | 転                    | －                    | －                    | －                    | －                             | －                             | －                             | －                | －               |
| 山梨県第1区              | 後藤斎     | 単落              | (旧山梨3区から立候補) | (旧山梨3区から立候補) | (旧山梨3区から立候補) | (旧山梨3区から立候補) | (旧山梨3区から立候補)          | 転                             | －                             | －                | －               |
| 山梨県第1区              | 中島克仁   | －                | －                    | －                    | －                    | －                    | (旧3区)単復                    | 小当                           | 単当                           | 単復              | 単当             |
| 山梨県第1区              | 宮川典子   | －                | －                    | －                    | －                    | －                    | 単当                           | 小復                           | 比当                           | 死去              | －               |
| 山梨県第1区              | 中谷真一   | －                | －                    | －                    | －                    | －                    | (旧3区)単復                    | 比当                           | 小復                           | 単当              | 単復             |
| 東京都第2区              | 鳩山邦夫   | 単当・辞          | 比当                  | 単復・転              | (福岡6区転出)         | (福岡6区転出)         | (福岡6区転出)                  | (福岡6区転出)                  | 死去                           | －                | －               |
| 東京都第2区              | 深谷隆司   | 単復              | 小落                  | 単落                  | 単当                  | 単落                  | 退                             | －                             | －                             | －                | －               |
| 東京都第6区              | 岩國哲人   | 小当              | 比当                  | (神奈川8区転出)       | (神奈川8区転出)       | 退                    | －                             | －                             | －                             | －                | －               |
| 東京都第6区              | 鈴木淑夫   | 比当・転          | 単復                  | 比落                  | 退                    | －                    | －                             | －                             | －                             | －                | －               |
| 東京都第6区              | 石井紘基   | 単復              | 小当                  | 死去                  | －                    | －                    | －                             | －                             | －                             | －                | －               |
| 東京都第12区             | 八代英太   | 単当              | 小当                  | 比当                  | 小落・転              | 比落・転              | 転                             | －                             | －                             | －                | －               |
| 東京都第12区             | 太田昭宏   | 比当              | 比当                  | 小当                  | 単当                  | 単落                  | 単当                           | 単当                           | 単当                           | 退                | －               |
| 東京都第12区             | 高木啓     | －                | －                    | －                    | －                    | －                    | －                             | －                             | 比当                           | 比当              | 単当             |
| 東京都第12区             | 岡本三成   | －                | －                    | －                    | －                    | －                    | (比例北関東ブロックから立候補) | (比例北関東ブロックから立候補) | (比例北関東ブロックから立候補) | 小当              | (新設の29区転出) |
| 東京都第14区             | 松島みどり | 単落              | 比当                  | 単当                  | 単当                  | 単落                  | 単当                           | 単当                           | 単当                           | 単当              | 単当             |
| 東京都第14区             | 西川太一郎 | 単当              | 小当                  | 単落                  | 転                    | －                    | －                             | －                             | －                             | －                | －               |
| 東京都第22区             | 伊藤達也   | 単当              | 比当                  | 小復                  | 単当                  | 単落                  | 単当                           | 単当                           | 単当                           | 単当              | 単復             |
| 東京都第22区             | 進藤勇治   | 単落              | 小落                  | 比落                  | 退                    | －                    | －                             | －                             | －                             | －                | －               |
| 新潟県第2区              | 細田健一   | －                | －                    | －                    | －                    | －                    | 単当                           | 単当                           | 単復                           | 小当              | 小落             |
| 新潟県第2区              | 鷲尾英一郎 | －                | －                    | －                    | 単復                  | 単当                  | 単復                           | 単復                           | 単当                           | 比当              | [ 注 35 ]        |
| 新潟県第2区              | 国定勇人   | －                | －                    | －                    | －                    | －                    | －                             | －                             | －                             | [ 注 36 ]         | 比当             |
| 新潟県第5区              | 田中眞紀子 | 小当              | 単当・辞              | 単当                  | 単当                  | 単当                  | 単落                           | 退                             | －                             | －                | －               |
| 新潟県第5区              | 村山達雄   | 比当              | 退                    | －                    | －                    | －                    | －                             | －                             | －                             | －                | －               |
| 新潟県第5区              | 長島忠美   | －                | －                    | －                    | 比当                  | 比当                  | 単当                           | 単当                           | 死去                           | －                | －               |
| 新潟県第5区              | 米山隆一   | －                | －                    | －                    | 小落                  | 小落                  | 単落                           | 転                             | －                             | 単当              | (4区転出)        |
| 新潟県第6区              | 高鳥修     | 小当              | 比当                  | 退                    | －                    | －                    | －                             | －                             | －                             | －                | －               |
| 新潟県第6区              | 白川勝彦   | 比当              | 小落・転              | (5区)                 | －                    | －                    | －                             | －                             | －                             | －                | －               |
| 長野県第3区              | 羽田孜     | 小当              | 小当                  | 単当                  | 単当                  | 単当                  | 退                             | －                             | －                             | －                | －               |
| 長野県第3区              | 堀込征雄   | 比当              | 比当                  | (4区転出)             | (4区転出)             | 退                    | －                             | －                             | －                             | －                | －               |
| 石川県第1区              | 奥田建     | 補当              | 小復                  | 小当                  | 小落                  | 小当                  | 小落                           | 退                             | －                             | －                | －               |
| 石川県第1区              | 桑原豊     | 単復              | 比当                  | (3区転出)             | (3区転出)             | 転                    | －                             | －                             | －                             | －                | －               |
| 石川県第3区              | 瓦力       | 小当              | 単当                  | 単当                  | 比当                  | 退                    | －                             | －                             | －                             | －                | －               |
| 石川県第3区              | 坂本三十次 | 比当              | 退                    | －                    | －                    | －                    | －                             | －                             | －                             | －                | －               |
| 石川県第3区              | 北村茂男   | －                | －                    | －                    | 小当                  | 単復                  | 単当                           | 単当                           | 退                             | －                | －               |
| 福井県第2区              | 山本拓     | 単落              | －                    | 単当                  | 単当                  | 単当                  | 単当                           | 比当                           | 比当                           | 比落              | 単落             |
| 福井県第2区              | 高木毅     | (旧3区から立候補) | (旧3区から立候補)     | (旧3区から立候補)     | (旧3区から立候補)     | (旧3区から立候補)     | (旧3区から立候補)              | 小当                           | 小当                           | 小当              | 単落             |
| 静岡県第4区              | 望月義夫   | 単当              | 小当                  | 小当                  | 単当                  | 単落                  | 単当                           | 単当                           | 単当                           | 死去              | －               |
| 静岡県第4区              | 倉田雅年   | 単落              | 比当                  | 比当                  | (6区転出)             | (6区転出)             | 退                             | －                             | －                             | －                | －               |
| 愛知県第7区              | 鈴木淳司   | －                | 単落                  | 比当                  | 単当                  | 単落                  | 単当                           | 単復                           | 単復                           | 単当              | 単落             |
| 愛知県第7区              | 青山丘     | 単当              | 比当                  | 小当                  | 比落                  | 転                    | －                             | －                             | －                             | －                | －               |
| 愛知県第12区             | 中根康浩   | －                | 小落                  | 単復                  | 単落                  | 単当                  | 単復                           | 比当                           | 比落                           | 転                | －               |
| 愛知県第12区             | 都築譲     | －                | 小復                  | 単復・辞              | 転                    | －                    | 単落                           | 転                             | －                             | －                | －               |
| 愛知県第12区             | 重徳和彦   | －                | －                    | －                    | －                    | －                    | 単復                           | 小当                           | 小当                           | 単当              | 単当             |
| 岐阜県第4区              | 藤井孝男   | 小当              | 比当                  | 小当                  | 小落                  | 転                    | 比当                           | 比落                           | 比落                           | 退                | －               |
| 岐阜県第4区              | 金子一義   | 比当              | 小当                  | 比当                  | 単当                  | 単当                  | 単当                           | 単当                           | 退                             | －                | －               |
| 岐阜県第4区              | 今井雅人   | －                | －                    | －                    | －                    | 単復                  | 小復                           | 単復                           | 単復                           | 単落              | 単当             |
| 大阪府第3区              | 柳本卓治   | 単復              | 比当                  | 比当                  | 比当                  | 比当                  | 転                             | －                             | －                             | －                | －               |
| 大阪府第3区              | 田端正広   | 小当              | 小当                  | 小当                  | 小当                  | 小落                  | 退                             | －                             | －                             | －                | －               |
| 大阪府第3区              | 佐藤茂樹   | 比当              | 比落                  | 比当                  | 比当                  | 比当                  | 単当                           | 単当                           | 単当                           | 小当              | 単落             |
| 大阪府第3区              | 柳本顕     | －                | －                    | －                    | －                    | －                    | －                             | －                             | －                             | 比当              | 退               |
| 大阪府第10区             | 林省之介   | 単落              | 比当                  | 比落                  | 転                    | －                    | －                             | －                             | －                             | －                | －               |
| 大阪府第10区             | 石垣一夫   | 単当              | 小落                  | 退                    | －                    | －                    | －                             | －                             | －                             | －                | －               |
| 大阪府第10区             | 松浪健太   | －                | 補当                  | 小落                  | 単当                  | 単復                  | 単当                           | 単復                           | 単落                           | 転                | －               |
| 大阪府第12区             | 樽床伸二   | 単当              | 単当                  | 単当                  | 単落                  | 単当                  | 単落                           | 単落                           | 比当                           | 退                | －               |
| 大阪府第12区             | 藤田文武   | －                | －                    | －                    | －                    | －                    | －                             | －                             | 小落                           | 単当              | 単当             |
| 大阪府第13区             | 塩川正十郎 | 単落              | 小当                  | 退                    | －                    | －                    | －                             | －                             | －                             | －                | －               |
| 大阪府第13区             | 西野陽     | 単当              | 比当                  | 単当                  | 単当                  | 単当                  | 退                             | －                             | －                             | －                | －               |
| 大阪府第14区             | 中村鋭一   | 単当              | 比落                  | 退                    | －                    | －                    | －                             | －                             | －                             | －                | －               |
| 大阪府第14区             | 谷畑孝     | 単復              | 小当                  | 単当                  | 単当                  | 単復                  | 小当                           | 単当                           | 単復・辞                       | 退                | －               |
| 大阪府第14区             | 三宅博     | －                | －                    | －                    | －                    | 単落                  | 比当                           | 単落                           | 死去                           | －                | －               |
| 大阪府第17区             | 西村眞悟   | 単当              | 単当                  | 単当                  | 単復                  | 単落                  | 比当                           | (16区)                         | 転                             | －                | －               |
| 大阪府第17区             | 馬場伸幸   | －                | －                    | －                    | －                    | －                    | 小当                           | 単当                           | 単当                           | 単当              | 単当             |
| 兵庫県第2区              | 奥谷通     | 単落              | 比当                  | 死去                  | －                    | －                    | －                             | －                             | －                             | －                | －               |
| 兵庫県第2区              | 赤羽一嘉   | 単当              | 小当                  | 単当                  | 単当                  | 単落                  | 単当                           | 単当                           | 単当                           | 単当              | 単当             |
| 兵庫県第6区              | 阪上善秀   | 単復              | 比当                  | 小落                  | 小落                  | 転                    | －                             | －                             | －                             | －                | －               |
| 兵庫県第6区              | 小池百合子 | 単当              | 小当                  | 比当                  | (東京10区転出)        | (東京10区転出)        | (東京10区転出)                 | (東京10区転出)                 | 転                             | －                | －               |
| 奈良県第1区              | 森岡正宏   | 単落              | 小当                  | 比当                  | 小落                  | 単落                  | 退                             | －                             | －                             | －                | －               |
| 奈良県第1区              | 高市早苗   | 小当              | 比当                  | 小落                  | (2区転出)             | (2区転出)             | (2区転出)                      | (2区転出)                      | (2区転出)                      | (2区転出)         | (2区転出)        |
| 奈良県第3区              | 奥野信亮   | －                | －                    | 単当                  | 単当                  | 単落                  | 単当                           | 単当                           | 比当                           | 比当              | 退               |
| 奈良県第3区              | 田野瀬太道 | －                | －                    | －                    | －                    | －                    | (奈良4区から立候補)            | (奈良4区から立候補)            | 小当                           | 小当              | 単当             |
| 和歌山県第2区            | 石田真敏   | －                | 補当                  | 単当                  | 単当                  | 単復                  | 単当                           | 単当                           | 単当                           | 単当              | 比当             |
| 和歌山県第2区            | 二階伸康   | －                | －                    | －                    | －                    | －                    | －                             | －                             | －                             | －                | 小落             |
| 岡山県第3区              | 加藤勝信   | －                | (旧5区選出)           | (旧5区選出)           | (旧5区選出)           | (旧5区選出)           | (旧5区選出)                    | (旧5区選出)                    | (旧5区選出)                    | (旧5区選出)       | 小当             |
| 岡山県第3区              | 平沼正二郎 | －                | －                    | －                    | －                    | －                    | －                             | －                             | 単落                           | 単当              | 比当             |
| 岡山県第3区              | 阿部俊子   | －                | －                    | －                    | 単復                  | 単復                  | 単復                           | 単復                           | 単当                           | 単復              | 比当・転         |
| 岡山県第5区              | 村田吉隆   | 単当              | 小当                  | 小当                  | 小当                  | 比当                  | 退                             | －                             | －                             | －                | －               |
| 岡山県第5区              | 加藤勝信   | －                | 比落                  | 比当                  | 比当                  | 小当                  | 単当                           | 単当                           | 単当                           | 単当              | (3区転出)        |
| 広島県第3区              | 河井克行   | 単当              | 単落                  | 比当                  | 小当                  | 比当                  | 単当                           | 単当                           | 単当・辞                       | 退                | －               |
| 広島県第3区              | 増原義剛   | 小落              | 小当                  | 小当                  | 比当                  | 小落                  | 退                             | －                             | －                             | －                | －               |
| 広島県第3区              | 石橋林太郎 | －                | －                    | －                    | －                    | －                    | －                             | －                             | －                             | 比当              | 比当             |
| 広島県第3区              | 斉藤鉄夫   | 比当              | 比当                  | 比当                  | 比当                  | 比当                  | 比当                           | 比当                           | 比当                           | 小当              | 小当             |
| 広島県第4区              | 新谷正義   | －                | －                    | －                    | －                    | －                    | 比当                           | 比当                           | 単当                           | 単当              | 比当             |
| 広島県第4区              | 寺田稔     | －                | －                    | (旧5区から立候補)     | (旧5区から立候補)     | (旧5区から立候補)     | (旧5区から立候補)              | (旧5区から立候補)              | (旧5区から立候補)              | (旧5区から立候補) | 単復             |
| 島根県第2区              | 竹下亘     | －                | 単当                  | 小当                  | 単当                  | 単当                  | 単当                           | 単当                           | 単当                           | 死去              | －               |
| 島根県第2区              | 亀井久興   | (旧3区選出)       | (旧3区選出)           | 比当                  | 単復                  | 単落                  | 退                             | －                             | －                             | －                | －               |
| 山口県第3区              | 林芳正     | (参議院議員)      | (参議院議員)          | (参議院議員)          | (参議院議員)          | (参議院議員)          | (参議院議員)                   | (参議院議員)                   | (参議院議員)                   | 単当              | 小当             |
| 山口県第3区              | 吉田真次   | －                | －                    | －                    | －                    | －                    | －                             | －                             | －                             | [ 注 73 ]         | 比当             |
| 徳島県第1区              | 岡本芳郎   | －                | 小落                  | 比当                  | 単復                  | 単落                  | 退                             | －                             | －                             | －                | －               |
| 徳島県第1区              | 七条明     | 比落              | 比当                  | 小復                  | 単復・転              | 比落                  | 転                             | －                             | －                             | －                | －               |
| 徳島県第1区              | 福山守     | －                | －                    | －                    | －                    | －                    | 単当                           | 比当                           | 比当                           | 比落              | 転               |
| 徳島県第1区              | 後藤田正純 | －                | (旧3区選出)           | (旧3区選出)           | (旧3区選出)           | (旧3区選出)           | (旧3区選出)                    | 小当                           | 小当                           | 小復・辞          | 転               |
| 愛媛県第1区              | 関谷勝嗣   | 単当              | (参議院議員)          | (参議院議員)          | (参議院議員)          | 退                    | －                             | －                             | －                             | －                | －               |
| 愛媛県第1区              | 塩崎恭久   | (参議院議員)      | 単当                  | 単当                  | 単当                  | 単当                  | 単当                           | 単当                           | 単当                           | 退                | －               |
| 愛媛県第2区              | 村上誠一郎 | 単当              | 単当                  | 単当                  | 単当                  | 単当                  | 単当                           | 単当                           | 単当                           | 単当              | 比当             |
| 愛媛県第2区              | 井原巧     | －                | －                    | －                    | －                    | －                    | －                             | (参議院議員)                   | (参議院議員)                   | (3区立候補)       | 小落             |
| 高知県第1区              | 福井照     | －                | 単当                  | 単当                  | 単当                  | 単当                  | 単当                           | 比当                           | 比当                           | 比落              | 退               |
| 高知県第1区              | 中谷元     | (高知2区立候補)   | (高知2区立候補)       | (高知2区立候補)       | (高知2区立候補)       | (高知2区立候補)       | (高知2区立候補)                | 小当                           | 小当                           | 小当              | 単当             |
| 高知県第2区              | 山本有二   | (旧高知3区立候補) | (旧高知3区立候補)     | (旧高知3区立候補)     | (旧高知3区立候補)     | (旧高知3区立候補)     | (旧高知3区立候補)              | 単当                           | 単復                           | 比当              | 比落             |
| 高知県第2区              | 尾﨑正直   | －                | －                    | －                    | －                    | －                    | －                             | －                             | －                             | 小当              | 小当             |
| 福岡県第11区             | 武田良太   | 単落              | 単落                  | 小当                  | 小当                  | 小当                  | 単当                           | 単当                           | 単当                           | 単当              | 単落             |
| 福岡県第11区             | 山本幸三   | 小当              | 小当                  | 単落                  | 単復                  | 比当                  | (福岡10区転出)                 | (福岡10区転出)                 | (福岡10区転出)                 | (福岡10区転出)    | 退               |
| 佐賀県第1区              | 原口一博   | 小当              | 単復                  | 単当                  | 単復                  | 単当                  | 単復                           | 単当                           | 単当                           | 単当              | 単当             |
| 佐賀県第1区              | 愛野興一郎 | 比当              | 死去                  | －                    | －                    | －                    | －                             | －                             | －                             | －                | －               |
| 佐賀県第2区              | 今村雅弘   | 単当              | 単当                  | 単当                  | 単当                  | 単復                  | 単当                           | 比当                           | 比当                           | 比当              | 退               |
| 佐賀県第2区              | 古川康     | －                | －                    | －                    | －                    | －                    | －                             | 小当                           | 小復                           | 小復              | 単復             |
| 熊本県第2区              | 林田彪     | 単落              | 比当                  | 小当                  | 比当                  | 小落                  | 比当                           | 比落                           | 退                             | －                | －               |
| 熊本県第2区              | 野田毅     | 単当              | 小当                  | 比当                  | 小当                  | 比当                  | 小当                           | 小当                           | 単当                           | 単落              | 退               |
| 熊本県第4区              | 園田博之   | 単当              | 単当                  | 単当                  | 単当                  | 単当                  | 単当                           | 単当                           | 比当                           | 死去              | －               |
| 熊本県第4区              | 金子恭之   | －                | [ 注 86 ]             | (旧熊本5区立候補)     | (旧熊本5区立候補)     | (旧熊本5区立候補)     | (旧熊本5区立候補)              | (旧熊本5区立候補)              | 小当                           | 単当              | 単当             |
| 鹿児島県第1区            | 保岡宏武   | －                | －                    | －                    | －                    | －                    | －                             | －                             | 小落                           | 比当              | (2区転出)        |
| 鹿児島県第1区            | 宮路拓馬   | －                | －                    | －                    | －                    | －                    | －                             | (3区立候補)                    | 比当                           | 小当              | 単復             |
| 鹿児島県第3区            | 宮路和明   | 比当              | 小当                  | 小当                  | 単当                  | 単落・補当            | 単復                           | 退                             | －                             | －                | －               |
| 鹿児島県第3区            | 松下忠洋   | 小当              | 比当                  | 比当                  | 単落                  | 単当                  | 死去                           | －                             | －                             | －                | －               |
| 沖縄県第1区              | 下地幹郎   | 単復              | 比当                  | 小落                  | 小当                  | 単当                  | 単落                           | 単復                           | 単復                           | 単落              | 単落             |
| 沖縄県第1区              | 白保台一   | 単当              | 小当                  | 単当                  | 単落                  | 退                    | －                             | －                             | －                             | －                | －               |